# Ivan Dolinar
Ivan Dolinar (Škofja Loka, 26 agosto 1840 – Trieste, 6 giugno 1886) è stato un editore, giornalista e politico austro-ungarico.

## La vita
Ivan Dolinar nacque a Skofja Loka da Gashper e Maria Wilfan dopo aver frequentato le scuole primarie studiò arte ed intaglio ligneo presso Stefan Subic a Poljane. Viaggiò in Dalmazia e Montenegro e nel 1859 si arruolò nella Carniola e compì il servizio militare in Italia durante la seconda guerra d'indipendenza italiana (26 aprile 1859 - 12 luglio 1859). Scolpì e dipinse soggetti sacri per la Chiesa, era nipote di Luka Dolinar sacerdote, compositore e poeta, nato il 14 ottobre 1794 a Skofja Loka, † 27 agosto 1863 a Šmartno in Tuhinju.
Nel 1865 decise di fermarsi a Trieste ed abitò nel rione di Scorcola, sposò Caterina Jereb, maestro elementare scrisse e pubblicò con la tipografia di Carlo Gorischeck Metodo pratico per imparare la lingua tedesca, libro scolastico poi in uso nelle scuole triestine. Fu cofondatore e primo presidente del Delavsko podporno in bralno društvo (Associazione per il sostegno e letteratura). Fu il fondatore e segretario dell'Edinost (bralno in politično društvo, cioè Associazione di lettura e politica), tale associazione si occupò dei bambini e dei lavoratori della minoranza slovena e organizzò momenti culturali di lettura, formò corali giovanili e organizzò rappresentazioni e spettacoli teatrali, scolarizzazione in lingua slovena.
Fu proprietario, editore e redattore del Consorzio del giornale «Edinost».
Sotto uno pseudonimo, Samovič, pubblicò sull'Edinost (1881-2), le memorie degli anni di guerra.
Dolinar morì a Trieste il 6 giugno 1886, un suo necrologio si trova su «Edinost» del 2 aprile 1898, A. XXXIII, n. 40 (stampa serale).
- Archivio di Stato Udine, su friulinprin.beniculturali.it.

Una biografia di Dolinar si trova a pag. 303, I volume del Primorski Slovenski Biografski Leksikon.

## L'Associazione
Al circolo politico Edinost con il suo giornale gravitavano numerose associazioni e organizzazioni slovene del Litorale, l'Istituto Bancario Jadranska banka e la Scuola dei SS. Cirillo e Metodio di Trieste, si istituì un gruppo teatrale stabile e organizzò diverse biblioteche in varie zone della città. Molti sloveni che avevano la coscienza nazionale ed erano economicamente indipendenti s'impegnavano nelle varie attività.
Oltre al Dolinar vanno ricordati, il dottor Gustav Gregorin e Janez Nepomuk Kalister, armatore che con il proprio capitale contribuì alle varie attività e Juraj Dobrila che dal 1875 fino alla sua morte fu vescovo di Trieste e Capodistria fu un sostenitore della popolazione slovena e croata dell'interno dell'Istria, al tempo culturalmente, economicamente e politicamente subalterna degli italiani della regione già
dal 1848, Dobrila divenne membro dello Slavjansko društvo ("Società slava") a Trieste sostenendo l'introduzione delle lingue slave nelle scuole e nella vita pubblica, costituì un fondo per i bambini che desideravano frequentare le scuole consigliando ai contadini istriani, principalmente composti da gente slava, di leggere i libri nella loro madrelingua per evitare di essere sfruttati.
Il fascismo ridusse o addirittura soppresse movimenti politici e culturali, minacciò l'identità slovena soffocando la coscienza nazionale soprattutto con dei provvedimenti legislativi e di polizia.
Fra le correnti di differente matrice politica, dai liberali ai cristiano sociali, uniti nell'associazione Edinost, pure i giovani ed sacerdoti ebbero un grande merito nella difesa dell'identità slovena in un tempo di crescita di diversi nazionalismi a Trieste.

## Il giornale
Fu proprietario, editore e redattore del Consorzio del giornale «Edinost», fondato nel 1876 e poi redattore del giornale quattordicinale stesso dal n. 1 del 1880 anno in cui divenne settimanale e nella seconda metà del 1882 bisettimanale. Negli anni 1876-1880 venne stampato nella tipografia del Lloyd Austriaco, dal giugno 1880 al 1884 invece in una nuova tipografia, diretta da Franc Hvala. Nel 1884 dalla prima azienda tipografica slovena di Viktor Dolenc (imprenditore, commerciante, politico e giornalista) il giornale Edinost continuò ad essere stampato anche dopo sua morte.
Il giornale è consultabile in microfilm presso la Narodna in Študijska Knjižnica di Trieste (I - TSnšk: P IV 42583).

## Le società sportive a Trieste
Quando nel 1867 le autorità diedero nuove leggi sull'associazionismo si formarono anche le prime società sportive sia nella comunità italiana che in quella slovena e quest'ultima faceva inizialmente riferimento all'Edinost.
Ivan Dolinar assieme ai vertici dell'Associazione Edinost costituì l'associazione ginnica Trzaski Sokol (Il Falco Triestino).
Questi avvenimenti sono doviziosamente descritti dal libro "Sokoli Trieste Sokol" Autore: Bojan Pavletič Stampa: Grafica Goriziana, Gorizia 2004, altro si può leggere sulla tesi di Petra Krizmancic: .
"Il 6 maggio 1869 sessantacinque soci della sala di lettura di Trieste, diretta dal capo superiore ("starosta") Andrej Pleše, fondò il Sokol del Sud presentando per la prima volta al governatorato dell'impero austroungarico la domanda di costituzione di tale Società. Le autorità diedero risposta affermativa soltanto nel 1882 rendendo così possibile la costituzione del Sokol di Trieste. Dopo tre anni la società, con un'attività molto intensa, contava già 211 soci."
Bibliografia:
- Storia economica e sociale di Trieste, Volume 1 Di Roberto Finzi, Giovanni PanjekPrimoz Trubar